# Proteste in Libano del 2011
Le proteste in Libano del 2011 si inseriscono nel contesto delle rivolte nel mondo arabo e in altri paesi africani e asiatici in atto dal dicembre del 2010, scatenate da un forte aumento dei prezzi dei generi alimentari, ma anche da altre concause che ineriscono alle condizioni di vita sociali e fisiche della popolazione civile.

## La protesta
Il 1º marzo quattromila giovani libanesi scendono in strada a Beirut per protestare contro il sistema confessionale in atto nello stato. Il regime religioso è eredità politica dell'epoca osmanica, rafforzata poi dal colonialismo francese, che divide il potere tra 18 comunità religiose diverse, ciascuna con proprie rappresentanze nel parlamento nazionale. Al centro delle iniziative di protesta si colloca la popolazione giovanile, che organizza presidi e dimostrazioni negli atenei. Alcuni giorni prima, il 27 febbraio, aveva avuto luogo un'altra manifestazione nella capitale alla quale avevano partecipato circa quattromila persone.
Alcune migliaia di persone il 6 marzo scendono nelle strade di Beirut per chiedere l'abolizione del sistema confessionale in vigore dal 1943 nel paese, causa in passato di una guerra civile distruttiva. I contestatori si oppongono anche alla corruzione e al clientelismo diffusi.